# A tutte le auto Kiss Kiss
A tutte le auto Kiss Kiss è stato un programma radiofonico in onda su Radio Kiss Kiss, condotto da Antonio Gerardi e Demo Mura. In passato è stato condotto da Mariolina Simone.
Il programma andava in onda dalle 17:00 alle 20:00 dal lunedì al venerdì.